# Distretto di Blyznjuky
Il distretto di Blyznjuky (in ucraino Близнюківський район?) era un distretto (rajon) dell'Ucraina, situato nell'oblast' di Charkiv. Il suo capoluogo era Blyznjuky.
È stato soppresso con la riforma amministrativa del 2020.